# Djraber
Djraber (in armeno Ջրաբեր?, conosciuto anche come Jraber) è un comune dell'Armenia di 526 abitanti (2009) della provincia di Kotayk'.